# مکتب نشانه‌شناسی تارتو - مسکو
مکتب نشانه‌شناسی تارتو - مسکو (به زبان انگلیسی: Tartu–Moscow Semiotic School) در سال ۱۹۶۴ میلادی (۱۳۴۳ خورشیدی) توسط یوری لوتمن در دانشگاه تارتو استونی شکل گرفت و فضای مناسبی برای برگزاری مباحث نشانه‌شناسی و انتشار مقالات در این زمینه را فراهم کرد. از جمله چهره‌های فعال مکتب تارتو می‌توان از ویاچلاسلاو ایوانف، یو آی لِوین، الکساندر پیاتیگورسکی، ایزاک رِوزین، دیمیتری سگال، یوری شگلُف، ولادمیر توپوروف، الکساندر ژولکوفسکی، میخائیل گاسپاروف و بوریس اوسپنسکی نام برد.
مکتب نشانه‌شناسی تارتو متد بدیعی از آنالیز چندبعدی فرهنگ را گسترش داد.این جنبش نشانه‌شناسی با شرح و بسط پژوهش‌های صورت‌گرایان روسی و ساختارگرایان مکتب پراگ مورد توجه پژوهش‌گران رشته‌های متفاوتی چون ریاضیات، اسطوره‌شناسی، شرق‌شناسی، موسیقی و سینما قرار گرفتند. در این راستا زبانهای فرهنگ به عنوان سیستم مدل سازی ثانویه در ارتباط با زبان گفتاری در نظرگرفته می‌شود.این متد درک خلاقانه تری از استفاده زباهای مختلف فرهنگ را میسر می‌کند. مرکز این توجه به نظریه‌های نوین ارتباط، سیبرنتیک، ترجمهٔ ماشینی و زبان‌شناسی برمی‌گشت. مهم‌ترین عامل در شکل‌گیری این مکتب جدید نشانه‌شناسی، گردهمایی بررسی ساختاری نظام‌های نشانه‌ای در سال ۱۹۶۲ در مسکو بود.
این مکتب نشانه‌شناسی به‌طور عمده به سبب نشریه آن «مطالعات سیستمهای نشانه» که توسط دانشگاه تارتو منتشر می‌شود شناخته شده‌است.این نشریه قدیمی‌ترین مجله نشانه‌شناسی در دنیا است که از سال  ۱۹۶۴ تا امروز منتشر می‌شود.
در دوره اول بین دهه‌های  شصت و هفتاد میلادی مکتب نشانه‌شناسی  تارتو دنباله روی روش ساختارگرایی و به شدت تحت تأثیر  فرمالیسم روسیه بود.از دهه هشتاد میلادی روش مطالعاتی آن مشخصا به  پساساختارگرایی و در ارتباط با معرفی سمیوسفر توسط یوری لاتمن و ارتباط آن با اورگانیسیسم گسترش پیدا کرد.
از دهه نود میلادی این مکتب نشانه‌شناسی در دپارتمان نشانه‌شناسی دانشگاه تارتو و توسط کالوی کول؛ پتر توروپ؛ میهائیل لاتمن و دیگران رهبری می‌شود.

## نشانه‌شناسی فرهنگی
نشانه‌شناسی فرهنگی یک زمینه‌ی مطالعه در نشانه‌شناسی عمومی است که توسط مکتب تارتو - مسکو بنیاد نهاده شد. 